# Горный (аэропорт)
Аэропорт Горный — один из двух аэропортов Туры, административного центра Эвенкийского района Красноярского края. В отличие от аэропорта Тура МВЛ, аэропорт Горный обслуживает более дальние перевозки.

## География
Расположен в 12,5 км к северо-востоку от посёлка. Район аэропорта занимает территорию на южных склонах гор Путорана в месте слияния рек Кочечума и Нижней Тунгуски.

## Принимаемые типыВС
Ан-24, Ан-26, Ан-32, Ан-74, Як-40, Ан-2, Ан-3, вертолёты всех типов.

## Показатели деятельности
| год             | 2014 | 2015 | 2016 | 2017 |
| тыс. пассажиров | 27,8 | 19,6 | 18,8 | 2,07 |
| Источники:      |      |      |      |      |

## Ближайшие аэропорты в других городах
- Байкит (359 км)
- Ванавара (452 км)